# Enköpings kontrakt
Enköpings kontrakt var ett kontrakt i Uppsala stift inom Svenska kyrkan.  2018 upphörde kontratet då församlingarna överfördes till Upplands västra kontrakt. 
Kontraktskoden var 0107.

## Administrativ historik
Kontraktet bildades 2005 från församlingarna i Trögds och Åsunda kontrakt:
- Veckholms församling
- Kungs-Husby församling som 2006 uppgick i Veckholms församling
- Torsvi församling som 2006 uppgick i Veckholms församling
- Litslena församling som 2013 uppgick i Veckholms församling
- Hacksta församling som 2007 uppgick i Villberga-Hacksta-Löts församling som 2013 namnändrades till Villberga församling
- Löts församling som 2007 uppgick i Villberga-Hacksta-Löts församling som 2013 namnändrades till Villberga församling
- Boglösa församling
- Lillkyrka församling som 2006 uppgick i Boglösa församling
- Vallby församling som 2006 uppgick i Boglösa församling
- Husby-Sjutolfts församling som 2010 uppgick i Litslena församling som 2013 uppgick i Veckholms församling
- Villberga församling (före 2007) som 2007 uppgick i Villberga-Hacksta-Löts församling som 2013 namnändrades till Villberga församling
- Härkeberga församling som 2010 uppgick i Litslena församling som 2013 uppgick i Veckholms församling
- Enköpings församling
- Sparrsätra församling som 2006 uppgick i Sparrsätra-Breds församling
- Breds församling som 2006 uppgick i Sparrsätra-Breds församling
- Tillinge församling som 2010 uppgick i Tillinge och Södra Åsunda församling
- Svinnegarns församling som i samband med övergången 2006 uppgick i Södra Åsunda församling som 2010 uppgick i Tillinge och Södra Åsunda församling
- Enköpings-Näs församling som i samband med övergången 2006 uppgick i Södra Åsunda församling som 2010 uppgick i Tillinge och Södra Åsunda församling
- Teda församling som i samband med övergången 2006 uppgick i Södra Åsunda församling som 2010 uppgick i Tillinge och Södra Åsunda församling
- Simtuna församling som 2006 uppgick i Fjärdhundra församling
- Altuna församling som 2006 uppgick i Fjärdhundra församling
- Frösthults församling som 2006 uppgick i Fjärdhundra församling
- Torstuna församling som 2006 uppgick i Fjärdhundra församling
- Österunda församling som 2006 uppgick i Fjärdhundra församling
- Härnevi församling som 2006 uppgick i Fjärdhundra församling
- Gryta församling som 2010 uppgick i Lagunda församling
- Giresta församling som 2010 uppgick i Lagunda församling
- Fröslunda församling som 2010 uppgick i Lagunda församling
- Långtora församling som 2010 uppgick i Lagunda församling
- Nysätra församling som 2010 uppgick i Lagunda församling
- Biskopskulla församling som 2010 uppgick i Lagunda församling
- Hjälsta församling som 2010 uppgick i Lagunda församling
- Fittja församling som 2010 uppgick i Lagunda församling
- Holms församling som 2010 uppgick i Lagunda församling
- Kulla församling som 2010 uppgick i Lagunda församling